# 三浦裕貴
三浦裕貴（みうら ゆうき、1988年12月19日 - ）は、北海道旭川市出身のボートレーサー。登録第4863号。兄は同じ東京支部所属のボートレーサー、三浦敬太（110期）。

## 経歴
北海道旭川西高等学校、国立小樽商科大学卒業、同大学院修了。早期卒業制度を用いて、学部を3年で卒業した。学生時代はトランポリン部に所属していた。大学院でMBA（経営管理修士）を取得後、ニトリの総合職として勤務。2015年に116期生としてボートレーサー養成所を卒業した。2008年の養成所入学要件緩和により大卒や社会人経験者のボートレーサーは増えたが、大学院卒かつ社会人を経験してのボートレーサーデビューは珍しい例である。

## 戦績
- 出走回数：1328回
- 1着回数：90回
- 優出回数：1回
- 優勝回数：0回
- フライング(F)回数：10回
- 出遅れ(L)回数：0回
- 通算勝率：3.84
- 2連対率：18.07
- 3連対率：32.53
- 生涯獲得賞金：73,123,699円